# Paràfrasi
Una paràfrasi és una figura lingüística en la qual es dona una versió més o menys lliure d'un text, amb altres paraules, per a fer-lo més fàcil d'entendre. Via el llatí paraphrasis prové del grec παράφρασις, derivat del verb παρaφράζειν que significa «dir el mateix, amb altres paraules».
En lexicografia s'utilitza la paràfrasi de definició com per exemple: «democràcia, sistema polític on el govern és elegit per la majoria.» La recerca de l'equivalència entre la primera frase i la paràfrasi sempre és un repte per al lexicògraf. Als diccionaris de traducció, la paràfrasi sovint és l'única solució quan no existeix cap equivalència.
En la retòrica era un dels exercicis bàsics a l'època romana que encara s'utilitza en la pedagogia avui: repetir amb paraules pròpies allò que un altre va dir. En l'ensenyament, la paràfrasi pot ser un exercici per a verificar si l'alumne ha ben bé comprés el tema en mostrar que és capaç d'explicar-lo amb les seves pròpies paraules.
La utilització de paràfrasis voluntàriament incorrectes i iròniques de les quals tothom en reconeix immediatament l'original és un procediment literari i periodístic, com per exemple en aquestes paràfrasis de lemes nacionals: «Una, grande y corrupta» (Espanya franquista), o «In Money we Trust» (Estats Units d'Amèrica), «La unió fa la farsa» (Bèlgica) o encara «Liberté, égalité, sexualité» (França).
En la música, des de Franz Liszt és un sinònim de variació.